# Gabaonites
Les Gabaonites sont un des peuples bibliques du pays de Canaan. Le second livre de Samuel les présente comme "n'étant pas des Israélites, mais ce qui restait des Amorrites" (2S 21, 2). Le livre de Josué (Jos. 9, 7) les présente comme des Hivvites, c'est-à-dire l'une des "7 nations de Canaan" (énumérées en Dt 7, 1 par exemple).
Lors de la conquête violente et rapide du pays de Canaan par Josué et les Hébreux et afin d'éviter les massacres qui frappaient les populations des alentours, les Gabaonites auraient, selon le livre de Josué imaginé un stratagème : couverts de poussière et les habits en lambeaux, ils se seraient fait passer pour un peuple venu de loin pour faire alliance avec Israël.
Josué se serait laissé tromper, avant de découvrir le subterfuge. Ne pouvant revenir sur sa parole, il voua les Gabaonites au service d'Israël (Jos 9). Les Israélites se sont donc liés à eux par un serment ; malgré cela, Saül avait cherché à les exterminer.